# Umi (Zeitschrift)
Umi (jap. 海 ‚Meer‘) ist der Name einer japanischen Literaturzeitschrift, die von Juli 1969 bis Mai 1984 allmonatlich vom Verlag Chūōkōronsha (heute: Chūōkōron Shinsha) herausgegeben wurde. Unmittelbar nach Einstellung der Publikation 1984 folgte die Zeitschrift Chūōkōron Bungei Tokushū (中央公論文芸特集 ‚Chūōkōron-Sonderausgabe für Literatur‘) auf die Zeitschrift Umi. In den Anfängen der Umi war Nobuyuki Kondō Chefredakteur, zur Zeit der Einstellung Marie Miyata. Das erklärte Ziel der Zeitschrift war es, zeitgleich veröffentlichte ausländische und japanische Literatur vorzustellen.
Zu den japanischen Autoren, die in der Umi publizierten, gehören: Jūrō Kara, Yasutaka Tsutsui, Yukio Mishima, Mizukami Tsutomu, Tsuji Kunio. Daneben wurden Werke von Samuel Beckett, André Pieyre de Mandiargues, Alain Robbe-Grillet, Alejo Carpentier, Jean-Marie Gustave Le Clézio, Gabriel García Márquez, Milan Kundera, John Irving, Kim Chi-ha und Raymond Carver veröffentlicht.